# Rondefontaine
Rondefontaine település Franciaországban, Doubs megyében. Lakosainak száma 38 fő (2022. január 1.). Rondefontaine Remoray-Boujeons, Mouthe, Les Pontets, Sarrageois és Mignovillard községekkel határos.

## Népesség
A település népessége az elmúlt években az alábbi módon változott:
| Lakosok száma | 21   | 21   | 24   | 27   | 28   | 30   | 34   | 37   | 37   | 38   |
|               | 1968 | 1982 | 1990 | 2006 | 2013 | 2015 | 2017 | 2019 | 2020 | 2022 |